# Жіноча шахова олімпіада 2012
25 жіноча шахова Олімпіада проходила в рамках 40 шахової Олімпіади в Туреччинні у місті Стамбул з   27 серпня до 10 вересня 2012 року.